# روز البه
روز الب به ۲۵ آوریل ۱۹۴۵ گفته می‌شود٬ که در آن روز قوای ایالات متحده و قوای اتحاد جماهیر شوروی در کنار رود رود البه در نزدیکی شهر تورگاو آلمان به هم رسیدند. این روز نقطه عطفی در پایان دادن به جنگ جهانی دوم به شمار می‌رود. در این روز قوای شوروی از شرق و قوای ایالات متحده از غرب در خاک آلمان به سمت همدیگر رسیدند و آلمان نازی را به دو نیم تقسیم نمودند و زمینه سقوط آلمان فراهم شد. این روز در هیچ تقویم رسمی تعطیل نیست با این حال نظر به خصومت دو ابرقدرت بعد از جنگ این روز جایگاه ویژه‌ای در نزد تاریخ پژوهان دارد.

## نگارخانه

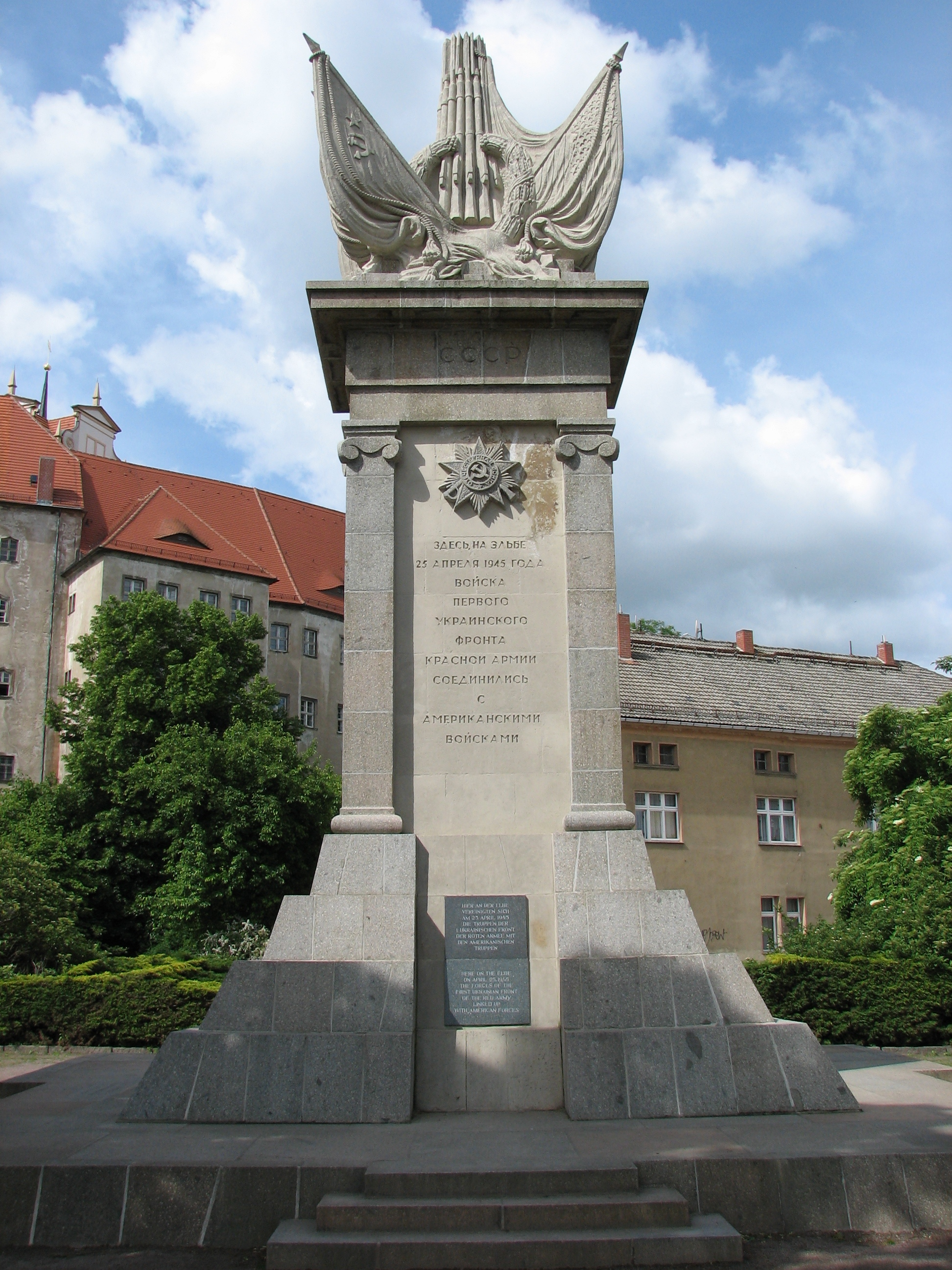
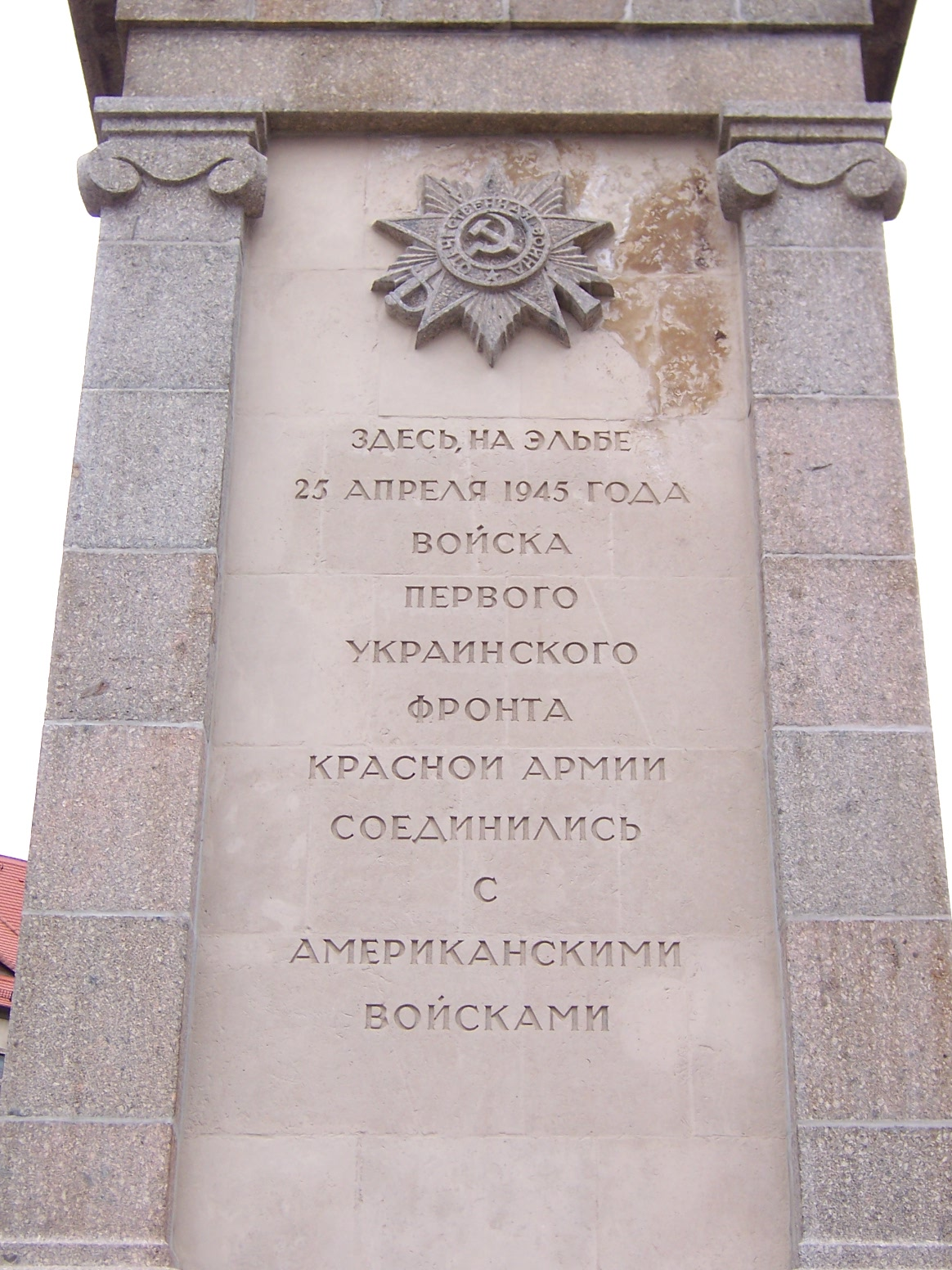
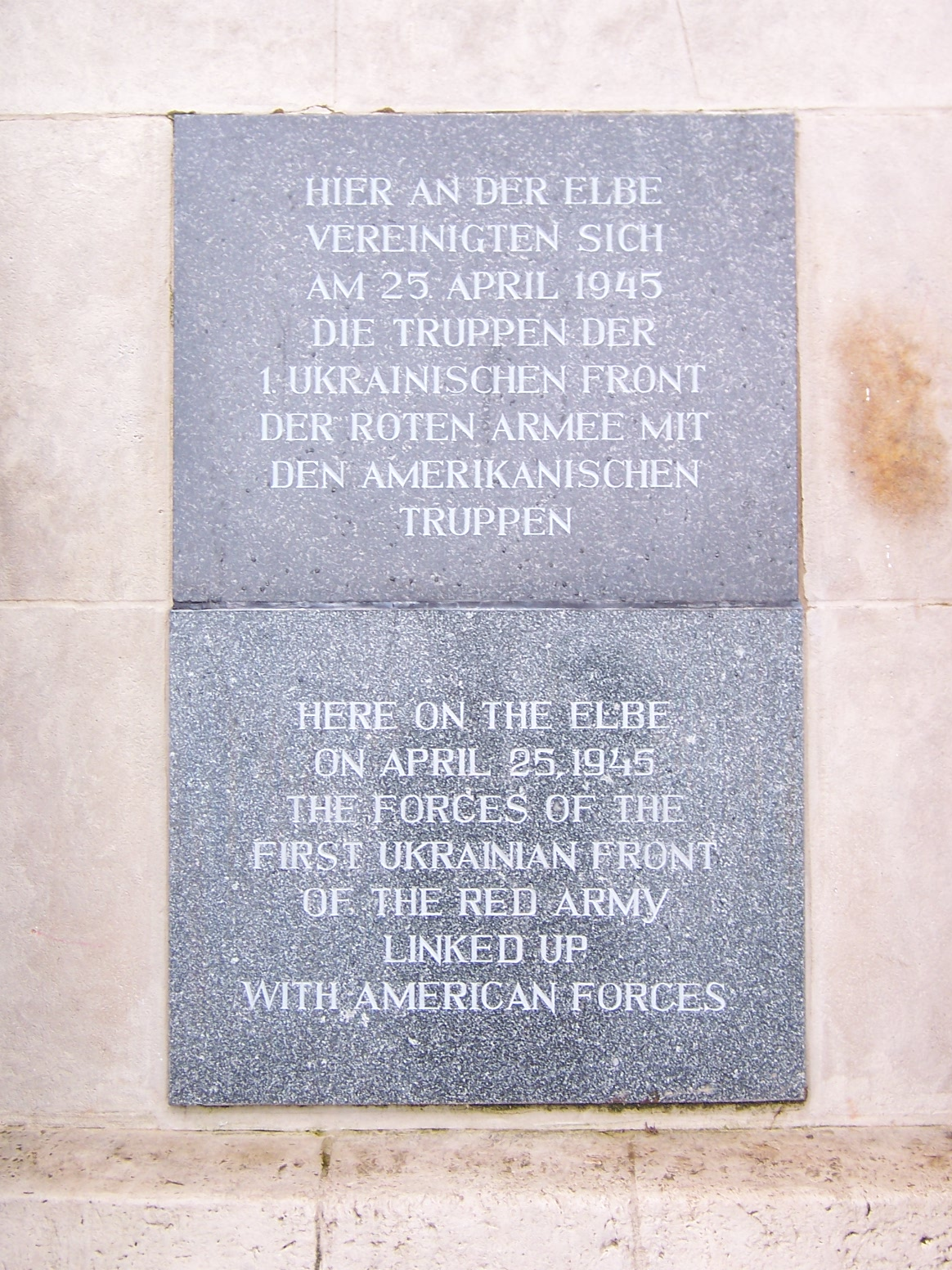
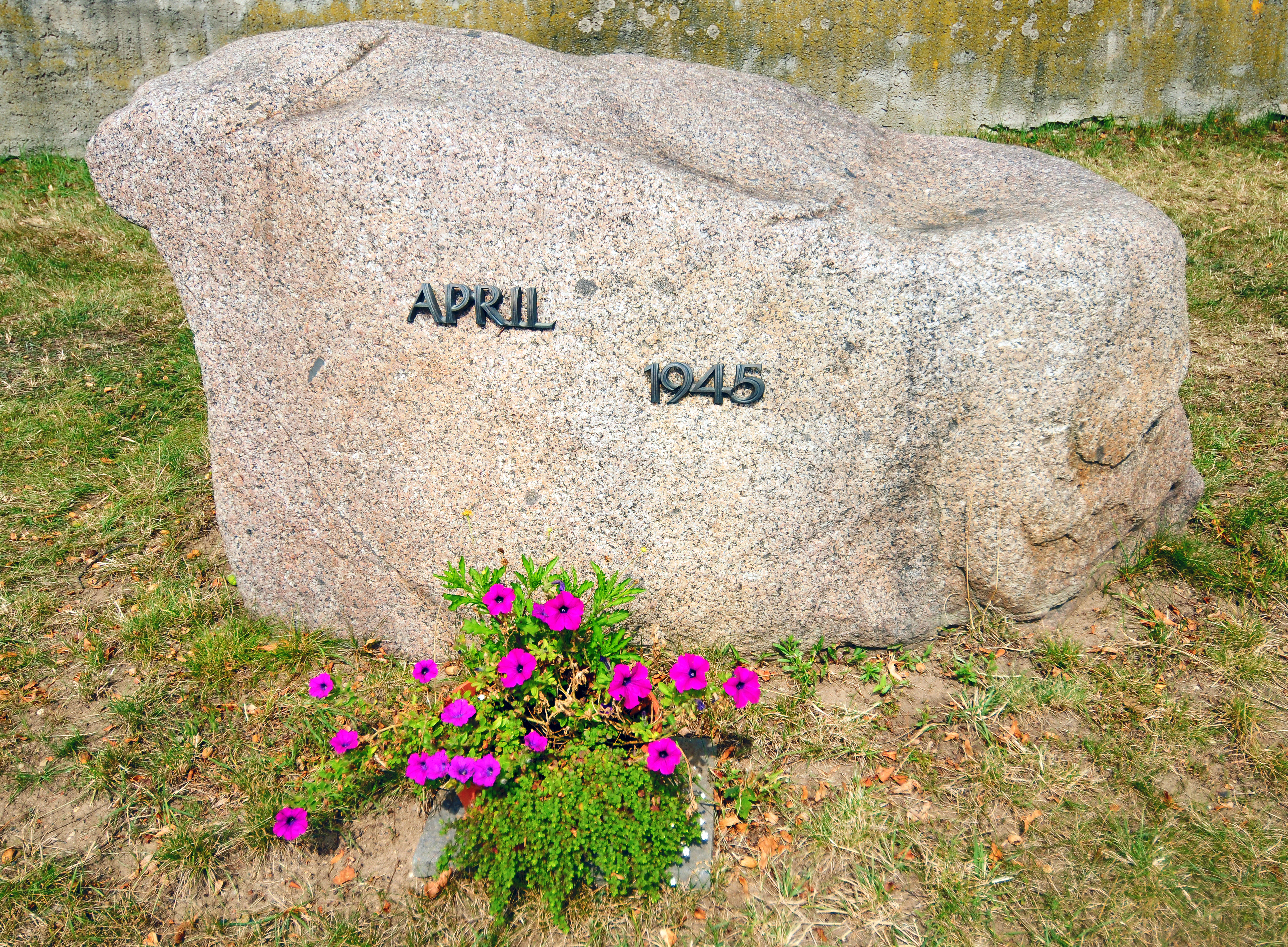
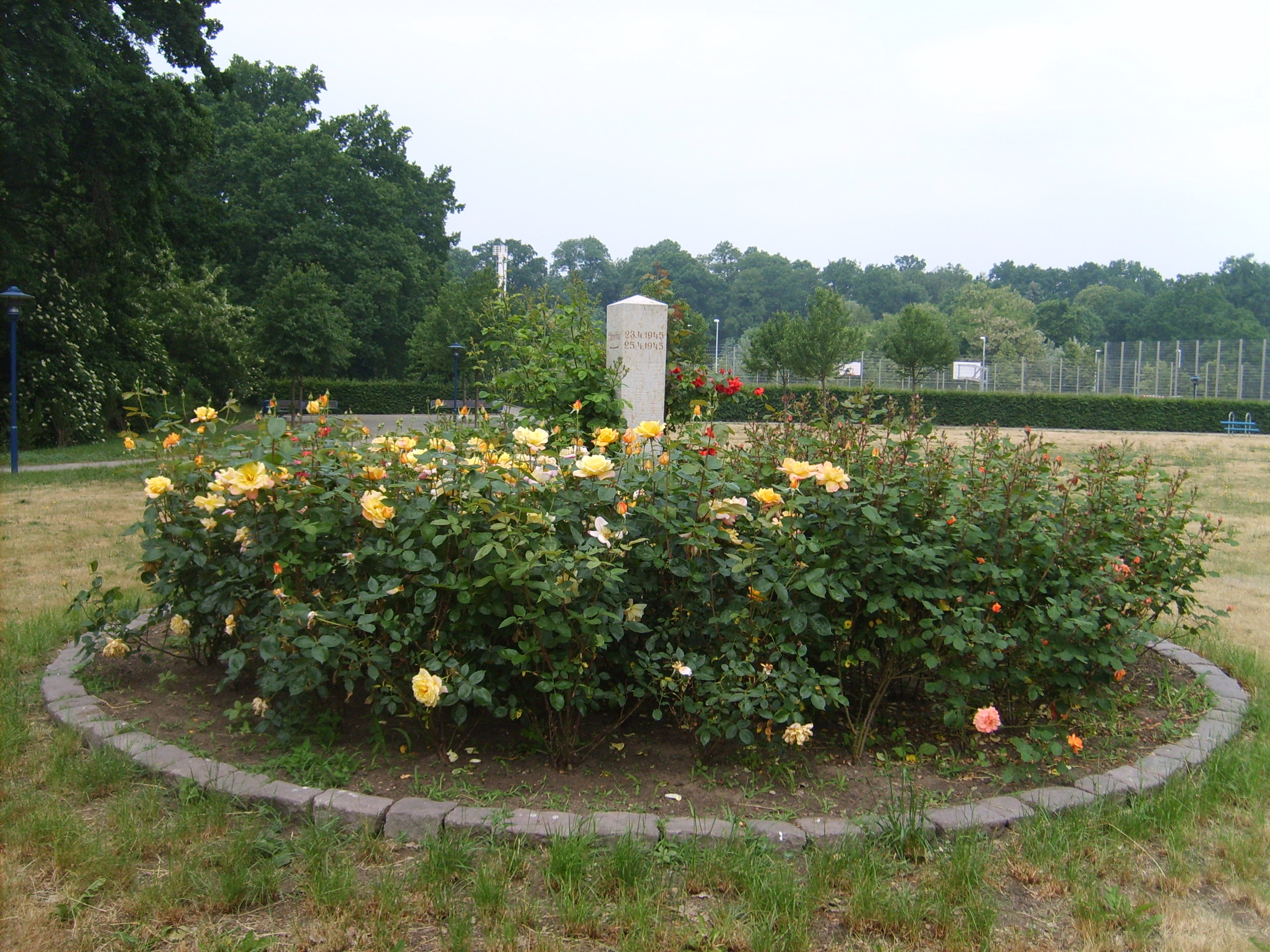
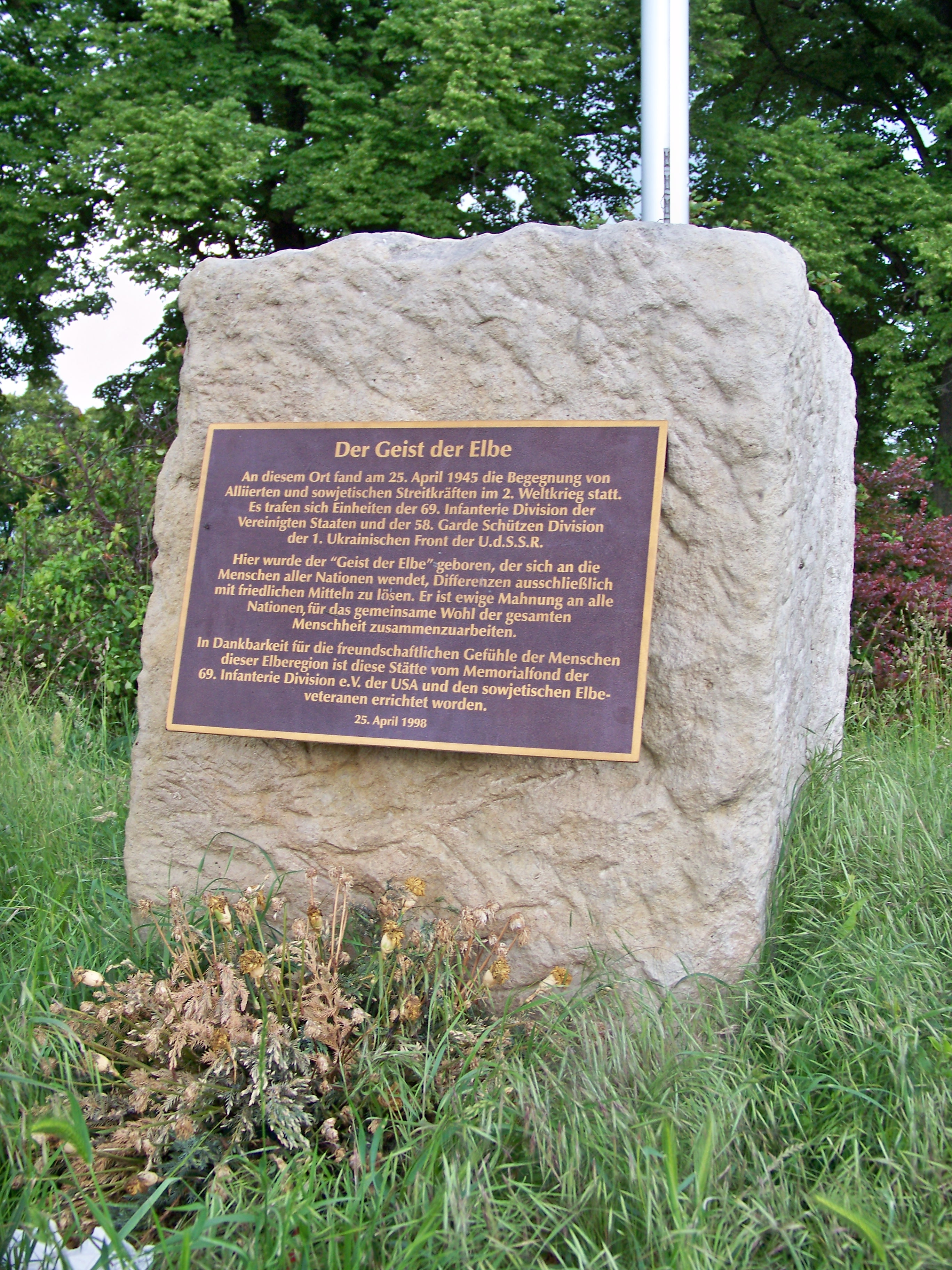
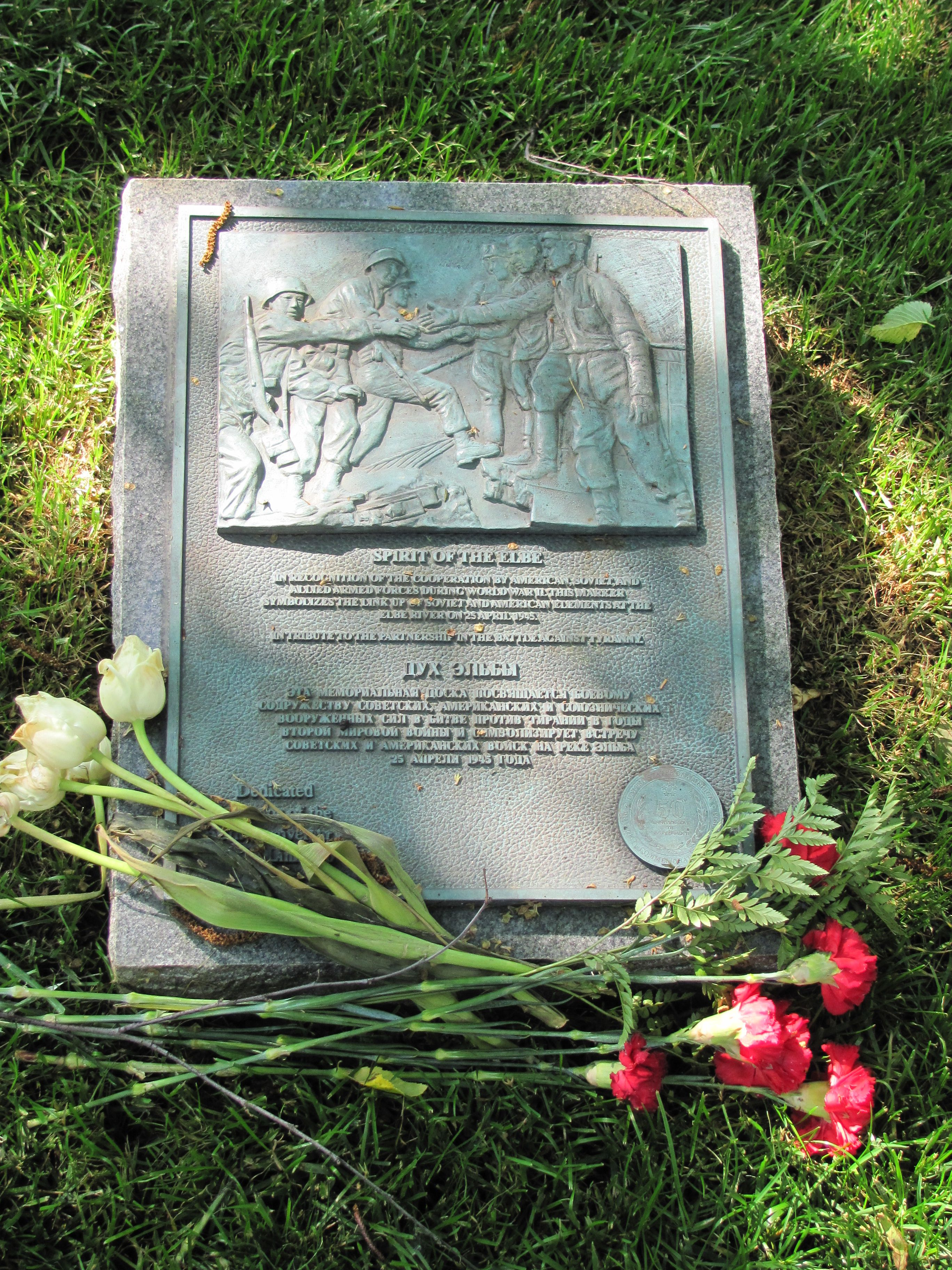
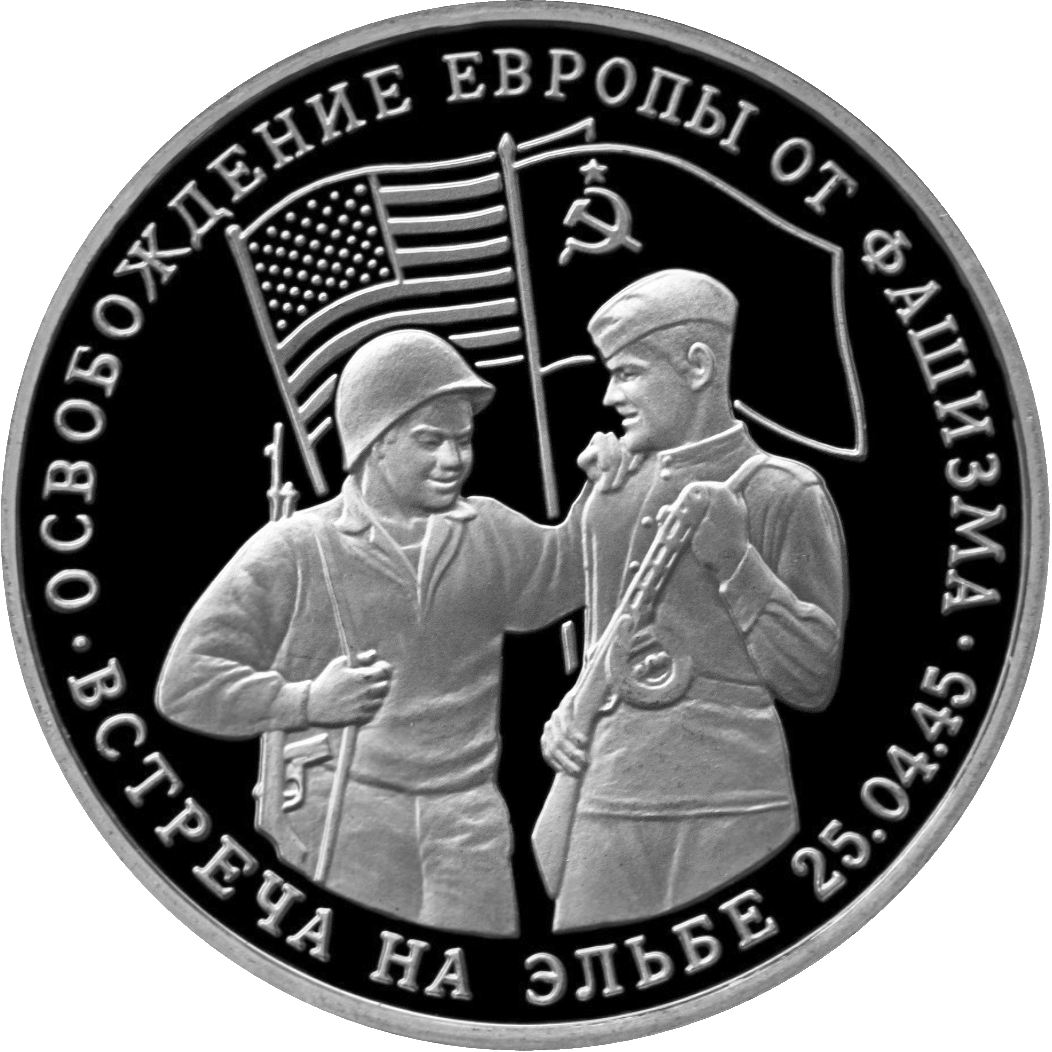